# احمد خلیل الخالدی
احمد خلیل الخالدی (انگلیسی: Ahmed Khalil Al-Khaldi؛ زادهٔ ۱۷ اکتبر ۱۹۷۲) بازیکن فوتبال اهل قطر بود.
وی همچنین در تیم ملی فوتبال قطر بازی کرده‌است.